# فرد د کوردوا
فِرد دِ کوردُوا (انگلیسی: Fred de Cordova؛ ‏ ۲۷ اکتبر ۱۹۱۰ – ۱۵ سپتامبر ۲۰۰۱) بازیگر، کارگردان فیلم و تهیه‌کننده فیلم اهل ایالات متحده آمریکا بود. وی دانش‌آموختهٔ علوم مقدماتی در دانشگاه نورث‌وسترن بود.
از فیلم‌ها یا برنامه‌های تلویزیونی که وی در آن نقش داشته است، می‌توان به تعطیلات در سوئد، سلطان کمدی، پگی، مصر کوچک و تقدیم به رم با عشق اشاره کرد.